# Mozaïekdikkopje
Het mozaïekdikkopje (Muschampia cribrellum) is een vlinder uit de familie dikkopjes (Hesperiidae). De wetenschappelijke naam is voor het eerst geldig gepubliceerd in 1841 door Eversmann.
De soort komt voor in Europa.